# Anello artiniano
In algebra astratta, un anello artiniano è un anello in cui ogni successione decrescente di ideali è stazionaria (condizione della catena discendente). Come scoperto da Emil Artin, questa tipologia di anelli riunisce sotto la medesima classificazione due classi di anelli con proprietà simili:
- anelli formati da un numero finito di elementi;
- anelli che sono spazi vettoriali a dimensione finita su un campo.

## Definizione
Per un generico anello, esistono più definizioni di anello artiniano:
- anello artiniano sinistro: anello i cui ideali sinistri soddisfano la condizione della catena discendente;
- anello artiniano destro: anello i cui ideali destri soddisfano la condizione della catena discendente;
- anello artiniano propriamente detto (o artiniano bilatero): anello artiniano destro e sinistro.

Se l'anello è commutativo, le tre definizioni sopra coincidono. Le definizioni coincidono anche per le due classi di anelli citate nell'introduzione.
Un modo equivalente di esprimere la definizione è richiedendo che l'anello sia un modulo artiniano su sé stesso (con le dovute varianti nel caso sinistro e destro).

## Proprietà
- Il teorema di Artin-Wedderburn caratterizza gli anelli semplici artiniani come anelli di matrici su anelli con divisione; gli anelli artiniani semplici sono inoltre tutti bilateri;

- ogni anello artiniano sinistro (destro) è un anello noetheriano sinistro (destro).